# Мрачные тени (фильм)
«Мрачные тени» (англ. Dark Shadows) — готическая трагикомедия режиссёра Тима Бёртона, являющаяся адаптацией одноимённого телесериала, который показывали на телеканале ABC с 27 июня 1966 года по 2 апреля 1971 года.
Премьера состоялась 9 мая 2012 года, в России — 10 мая. 
Фильм был спродюсирован Ричардом Д. Зануком, который умер через два месяца после его выпуска. Он показал финальное появление актёра оригинального телесериала Джонатана Фрида, который умер незадолго до его выпуска. Это было 200-е кинопоявление актёра Кристофера Ли и его пятое и последнее появление в фильме Бёртона.

## Сюжет
Барнабас Коллинз (Джонни Депп) — богатый и властный дворянин, сердцеед и владелец рыболовного завода. У него были романы со множеством девушек, но однажды он влюбляется в девушку Жозетту Дюпре (Белла Хиткот). Однако это невольно становится роковой ошибкой Барнабаса: одна из его служанок, Анжелика Бушар (Рэффи Кэссиди / Ева Грин), влюблена в него с детства и мечтает быть с ним, но тот отвергает её. Являясь самой настоящей ведьмой, Анжелика, заколдовав Жозетту, заставляет её сброситься со скалы, убивает родителей Барнабаса, а его самого превращает в вампира, чтобы его страдания никогда не закончились. Он против воли убивает людей, и Анжелика сдаёт его оставшимся в живых. Барнабаса запирают в гробу и хоронят заживо.
Два века спустя, в 1972 году, строители случайно находят Барнабаса, и он немедля убивает их всех, утолив свой невероятный голод. Он возвращается в Коллинвуд и обнаруживает, что его некогда величественный дом теперь выглядит ужасно уродливым, а живут в нём некоторые наследники его семьи: матриарх семьи Элизабет Коллинз-Стоддард, её проблемная дочь Кэролин, её брат Роджер Коллинз, его сын Дэвид и друг семьи доктор Джулия Хоффман.
Барнабас рассказывает Элизабет кем является, и она разрешает ему остаться с условием сокрытия его личности. Семье она представляет его как дальнего родственника из Лондона, приехавшего помочь наладить семейный бизнес (в тот год завод уже не работал, а Коллинзы почти обеднели). Барнабас быстро привязывается к новой семье, особенно к Элизабет и Дэвиду. Однако настоящим счастьем для Барнабаса становится знакомство с Викторией Винтерс — реинкарнацией Жозетты, которая работает у Коллинзов гувернанткой. Совместными усилиями Коллинзы, используя хранившееся в подземном тайнике золото, о котором знал только Барнабас, восстанавливают завод и на новые деньги ремонтируют весь дом. Однако для Барнабаса это время начинается не слишком весело: обнаруживается, что Анжелика надеялась, что однажды его освободят, и заколдовала саму себя быть вечно молодой. Она организовала собственный бизнес «Эйнжел Бэй» и пользуется во всем городе уважением. Когда Барнабас возвращается, она сразу заявляется в Коллинвуд и пытается снова его соблазнить. Барнабас к этому абсолютно равнодушен. Поняв, что Барнабас влюбился в Викторию, Анжелика клянётся уничтожить и её.
В семье Коллинзов тоже не всё гладко: доктор Хоффман пытается помочь Барнабасу стать человеком, делая переливания крови, но он обнаруживает, что на самом деле она переливает его кровь себе, чтобы остановить старение. Барнабас убивает её и топит тело. Роджер оказывается ленивым и безответственным человеком, совершенно не заинтересованным в сыне и думающем лишь о деньгах и женщинах. Барнабас ловит его за поисками тайника с золотом и ставит условие: либо он станет для Дэвида хорошим отцом, либо убирается на все четыре стороны. Неожиданно Роджер выбирает второе, разбивая сердце Дэвида. Сразу после его ухода на Дэвида едва не падает диско-шар. Барнабас спасает его, используя свою суперскорость, но умудряется встать на солнце и в результате начинает гореть, но дворецкий Вилли Лумис его тушит. Однако теперь вся семья и Виктория знают, что он — вампир и начинают его бояться. Барнабас идёт к Анжелике и умоляет её превратить его обратно в человека. Однако она запирает его в новом гробу, на сей раз заодно связав цепями и положив ему на лицо свои красные трусы, и оставляет в семейном склепе Коллинзов.
20 минут спустя Барнабаса вытаскивает Дэвид и сообщает, что их завод подожгли, и теперь весь город знает об убийствах, недавно совершённых Барнабасом. Весь город идёт уничтожить Коллинвуд, и Барнабас с Дэвидом спешат туда, чтобы их остановить. Барнабас раскрывает городу истинную сущность их любимицы, и вся семья Коллинз вступает с ней в бой. Хотя она применяет много разных заклинаний в помощь себе, Барнабас с помощью Элизабет, Кэролин (оказавшейся оборотнем) и призрака матери Дэвида побеждает Анжелику. Анжелика достаёт у себя из груди сердце и протягивает его Барнабасу, но он остаётся равнодушен, и ведьма умирает.
После этого, используя подсказку призрака матери Дэвида, Барнабас догоняет заколдованную Викторию на той же скале, где погибла Жозетта и спасает, но она признаётся, что хотела спрыгнуть сама, поскольку не хочет мириться с тем, что Барнабас недоступен для неё днём. Она прыгает с обрыва, и Барнабас вынужден её укусить. Очнувшись в виде вампира, Виктория называет себя Жозеттой, и они с Барнабасом сливаются в поцелуе.
Однако затем показывается находящаяся под водой доктор Хоффман, которая внезапно оживает.

## В ролях
| Актёр                    | Роль                                 |
| ------------------------ | ------------------------------------ |
| Джонни Депп              | Барнабас Коллинз                     |
| Рэффи Кэссиди / Ева Грин | Анжелика Бушар                       |
| Мишель Пфайффер          | Элизабет Коллинз Стоддарт            |
| Джеки Эрл Хейли          | Вилли Лумис                          |
| Хлоя Морец               | Кэролин Стоддард, член клана Коллинз |
| Джонни Ли Миллер         | Роджер Коллинз                       |
| Белла Хиткот             | Виктория Винтерс / Жозетта Дюпре     |
| Хелена Бонэм Картер      | доктор Джулия Хоффман                |
| Гулливер Макграт         | Дэвид Коллинз                        |
| Айвэн Кэй                | Джошуа Коллинз                       |
| Кристофер Ли             | Билл Маллой / капитан Кларни         |
| Рэй Ширли                | миссис Джонсон                       |
| Элис Купер               | камео                                |

## Отзывы
Фильм получил смешанные оценки. На сайте Rotten Tomatoes положительные рецензии составили 37 % со средним рейтингом 5,3 из 10.
На российском сайте Кинопоиск рейтинг фильма составляет 6,6 из 10.
Из рецензии на фильм в журнале «Сеанс»:
Свежую картину Тима Бертона «Мрачные тени» интереснее разглядывать, чем смотреть. Главная червоточина здесь та же, что и в «Артисте»: вместо полнокровного сценария в обоих случаях мы имеем лишь скелет сценарной идеи. Но случай Бертона не в пример более обидный: уж больно предпосылки были многообещающими.